# Michal Voráček
Michal Voráček (* 26. října 1958 Praha) je český mediální magnát, podnikatel, mecenáš a poradce. Je považovaný za jednoho ze zakladatelů československého a českého mediálního trhu, na nějž v 90. letech podle svého tvrzení uvedl řadu inovací, např. první barevné noviny. Prostřednictvím společnosti Blueberg Media je stoprocentním vlastníkem slovenské zpravodajské televize TA3. Spolu s Ivem Valentou vlastní společnost Our Media, která kontroluje některé regionální televize a zpravodajský server Parlamentní listy, na Slovensku pak vydával například deník Pravda. Některými zdroji je označován za spoluvlastníka proruských dezinformačních webů a médií, ačkoliv sám toto označení odmítá. Má také blízký vztah ke kanceláři prezidenta Miloše Zemana.

## Kariéra

### Studium
V letech 1973 až 1977 absolvoval gymnázium Nad Štolou v Praze. V roce 1982 vystudoval Vysokou školu ekonomickou (VŠE) v Praze, obor ekonomika zahraničního obchodu. Poté pracoval například v PZO Artia nebo v Hospodářských novinách jako novinář. Působil také na katedře zahraničního obchodu VŠE, kde v roce 1987 ukončil aspiranturu na VŠE a získal titul kandidáta věd.

### Pracovní kariéra
Na konci roku 1989 založil s Michaelem Ringierem první československý mediální podnik se západní účastí, podnikatelský týdeník Profit, a v podmínkách počínajícího volného trhu jej rychle přivedl k ziskovosti. Dle Voráčkova tvrzení tehdy šlo o vůbec první barevné noviny v Československu. V roce 1991 spoluzakládal a vedl mediální společnost Ringier, která v roce 1993 uvedla na trh deník Blesk a ovládala řadu dalších médií, např. Lidové noviny, Expres, Týden, Reflex, ABC nebo Chatař a chalupář, čímž držela více než třetinu českého mediálního trhu. Při řízení této společnosti uvedl na český mediální trh řadu inovací, např. audiotext, televizní reklamy na noviny nebo vkládané suplementy.[zdroj?] Postavil také První novinovou společnost pro distribuci tisku a převedl ji do rukou vydavatelů.
Po odchodu z Ringieru působil v řadě mediálních projektů, např. TV Nova, TV Prima, Ostravské tiskárny nebo agentuře Médea i jinde (Český mobil, Beseda Holding). Stál také u koupě fotbalové AC Sparty Praha, které byl desetiletí viceprezidentem, a následně i u jejího prodeje do rukou Daniela Křetínského.
S Ivem Valentou spoluvlastní mediální skupinu Our Media, do níž patří portály Parlamentní listy nebo Krajské listy, označované za dezinformační a propagandistické; jsou také známy obtížnou rozlišitelností redakčního obsahu od obsahu třetích stran, např. inzerentů nebo politických stran (např. KSČM). Dále Our Media provozuje např. regionální televize Praha TV, Brno TV1 a Regionální Televize CZ nebo nakladatelství Olympia. V roce 2018 se postavil do čela skupinou nově koupeného slovenského deníku Pravda, kde se staral především o rozšíření jeho webové a multimediální sekce. Skrze společnost E-Centrum provozuje poradenskou činnost v oblasti public relations a v marketingu. Skrze tuto společnost také vlastní a spravuje řadu nemovitostí zejména v Praze a podíly v dalších firmách, např. podíl 19,4 % v Elton hodinářské, výrobci hodinek PRIM.
Od roku 2013, kdy se stal prezidentem Miloš Zeman, má vstupní kartu do prezidentských kanceláří na Pražském hradě, nemusí tak při svých častých schůzkách hlásit účel návštěv, které odmítá komentovat. Prezident také jeho Parlamentním listům poskytuje exkluzivní rozhovory nebo pokrytí jeho zahraničních cest.

### Nadace
Na konci 90. let založil Nadaci pro obnovu a rozvoj, kterou sám provozuje i výhradně financuje. Nadace podporuje handicapované děti a rozvoj pražské městské části Klánovic včetně kultivace veřejného prostoru a podpory spolkového života.

## Osobní život
V roce 2014 se po delším vztahu oženil s Michaelou Jílkovou, manželství však v roce 2017 skončilo rozvodem. V roce 2020 získal ocenění Gentleman Pro od společnosti Comenius. Je čestným občanem městské části Praha - Klánovice "za dlouhodobou mecenášskou podporu městské části".